# Sommerschafweide im Buch (Huldstetten)
Die Sommerschafweide im Buch ist ein vom Landratsamt Münsingen am 31. Mai 1955 durch Verordnung ausgewiesenes Landschaftsschutzgebiet auf dem Gebiet der Gemeinde Pfronstetten.

## Lage
Das nur 4 Hektar große Landschaftsschutzgebiet liegt etwa 350 m südöstlich des Pfronstettener Ortsteils Huldstetten im Gewann Buchhäule unmittelbar an der Bundesstraße 312 nach Zwiefalten. Es gehört zum Naturraum Mittlere Flächenalb.

## Landschaftscharakter
Das Landschaftsschutzgebiet ist heute überwiegend bewaldet. Der nordöstliche Bereich wurde als Waldbiotop erfasst und weist noch Reste der Struktur eines Hudewalds mit großkronigen Einzelbäumen auf.